# 碧色寨駅

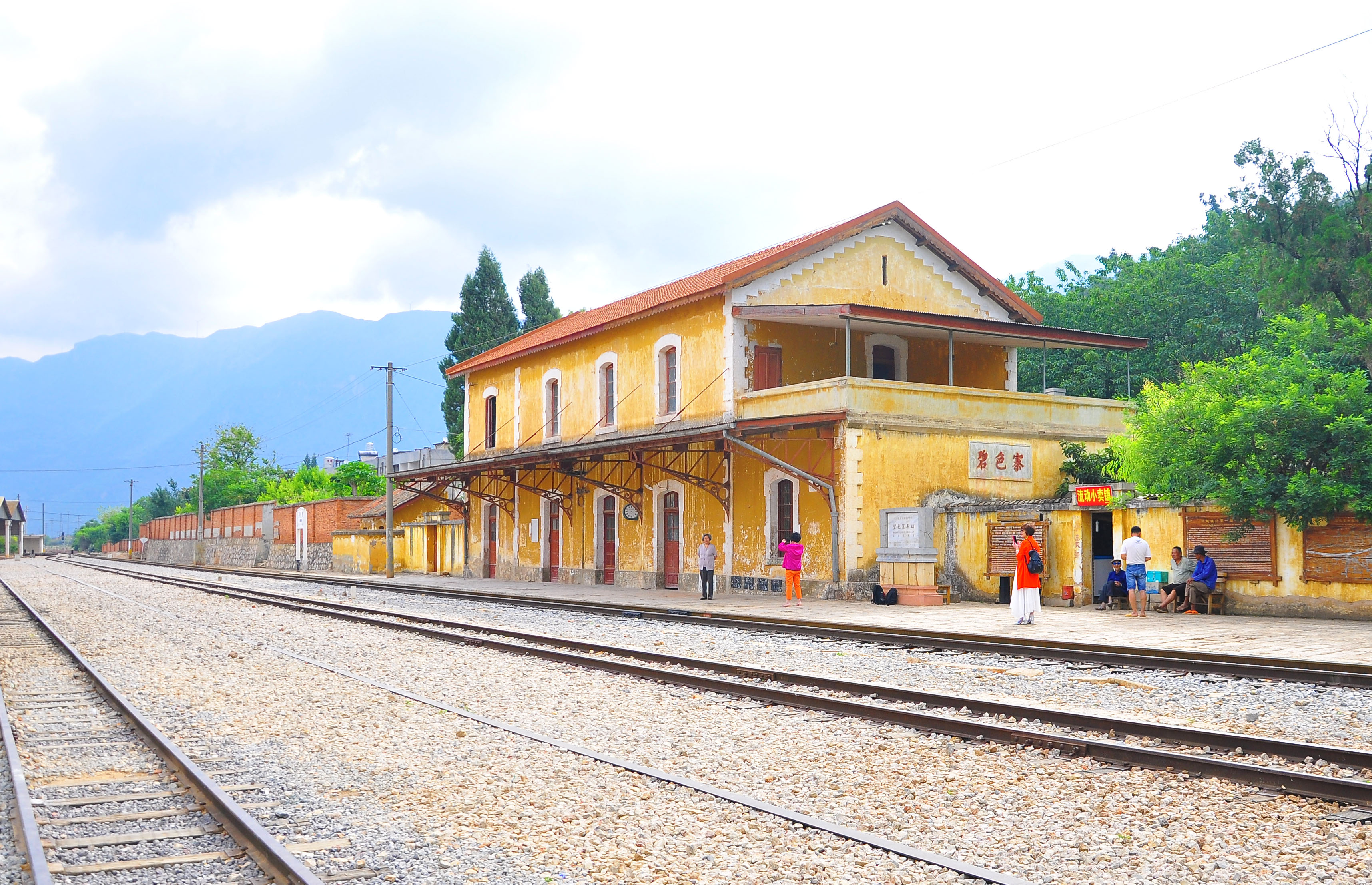
碧色寨駅

碧色寨駅（中国語: 碧色寨站）は、かつて雲南省蒙自市にあった滇越鉄道の駅である。同路線の主要駅であったが、1998年に廃止された。フランス様式の駅舎等が残る。
映画「芳華-Youth-」のロケ地となったことで、ネット上で観光スポットとして有名となった。

## 参考資料
- 100年の歴史誇る碧色寨駅が人気観光スポットに 雲南省蒙自 - 人民网日本語版

座標: 北緯23度27分55秒 東経103度24分39秒 / 北緯23.465234度 東経103.410790度